# 金魚姫
『金魚姫』（きんぎょひめ）は、荻原浩による日本の長編小説。『小説 野性時代』2014年1月号から12月号に連載、KADOKAWAより2015年7月31日に刊行された。ブラック企業に勤めうつうつと暮らす青年と、夏祭りの金魚すくいで手に入れた琉金の化身である美女との、奇妙なひと夏の同居生活を描く。
NHK-FM「青春アドベンチャー」にて2017年7月に窪塚俊介主演でラジオドラマ化、NHK BSプレミアムにて2020年3月に映画監督の青山真治演出、志尊淳主演でテレビドラマ化された。

## 登場人物
江沢潤
リュウ/煬娥

## 書誌情報
- 金魚姫（2015年7月31日、KADOKAWA、ISBN 978-4-04-102528-4）
- 金魚姫（2018年6月15日、角川文庫、ISBN 978-4-04-105834-3）

## ラジオドラマ
NHK-FM「青春アドベンチャー」にてラジオドラマ化され、2017年7月24日から8月4日まで月曜日から金曜日の22時45分から23時に放送された。全10回。主演は窪塚俊介。

### キャスト（ラジオドラマ）
- 窪塚俊介
- 梅舟惟永
- 杉本有美
- 上田耕一
- 清郷流号
- 中野英樹
- 多田木亮佑
- 成清正紀
- 五月晴子
- 池田道枝
- 原田紗緒里
- 原扶貴子
- 佐藤直子
- 柴木丈瑠
- 種川遼
- 中村章吾
- 大塚誠
- 田中誠人

### スタッフ（ラジオドラマ）
- 原作 - 荻原浩
- 脚色 - 原田裕文
- 演出 - 佐々木正之
- 技術 - 若林政人、木本耕平
- 音響効果 - 菅野秀典
- 選曲 - 黒田賢一

## テレビドラマ
「特集ドラマ」としてNHK BSプレミアムにて2020年3月29日の21時から22時29分に、NHK BS4Kにて3月30日の21時から22時29分に放送された。演出は映画監督の青山真治、主演は志尊淳。

### キャスト（テレビドラマ）
- 江沢潤 - 志尊淳
- リュウ - 瀧本美織
- 亜結 - 唐田えりか
- 老婦人の娘 - 中村優子
- 王凱 - テイ龍進
- 長坂真由美 - 仙道敦子
- 金魚屋店主 - 大鷹明良
- 老婦人 - 中尾ミエ
- 長坂常次郎 - 國村隼

### スタッフ（テレビドラマ）
- 原作 - 荻原浩『金魚姫』（角川文庫）
- 脚本 - 宇田学
- 音楽 - 長嶌寛幸
- 演出 - 青山真治
- 制作統括 - 管原浩（NHK）、坂部康二（NHKエンタープライズ）、木幡久美（スールキートス）
- プロデューサー - 安斎みき子
- 制作 - NHKエンタープライズ
- 制作・著作 - NHK、スールキートス[7]